# Ère Entoku
L'ère Entoku (延徳) est une des ères du Japon (年号, nengō, lit. « nom de l'année ») après l'ère Chōkyō et avant l'ère Meiō. Cette ère couvre la période allant du mois d'août 1489 au mois de juillet 1492. L'empereur régnant est Go-Tsuchimikado-tennō (後土御門天皇).

## Changement d'ère
- 1489 Entoku gannen (延徳元年?) : Le nom de la nouvelle ère est créé pour marquer un événement ou une succession d'événements. La précédente ère se termine quand commence la nouvelle, en Chōkyō 3.

## Événements de l'ère Entoku
- 26 avril 1489 (Entoku 1, 26e jour du 3e mois) : Le shogun, Yoshihisa meurt à l'âge de 25 ans tandis qu'il mène une campagne militaire dans la province d'Ōmi. Il dirige le shogonat depuis 18 ans. Son père, l'ancien shogun Yoshimasa, est fortement affecté par sa disparition et à cause de cet événement inattendu est amené à se réconcilier avec son frère, Ashikaga Yoshimi[3].
- 27 janvier 1490 (Entoku 2, 7e jour du1re mois) : L'ancien shogun Yoshimasa meurt à l'âge 56 ans[3]
- 1490 (Entoku 2, 7e mois) : Ashikaga Yoshimura (connu sous le nom de Ashikaga Yoshitane après qu'il a changé son nom en 1501[4] neveu de Yoshimasa, est proclamé shogun à l'âge de 25 ans[3].

| Entoku    | 1re  | 2e   | 3e   | 4e   |
| Grégorien | 1489 | 1490 | 1491 | 1492 |